# Snaveldolfijn
De snaveldolfijn (Steno bredanensis) is een vrij grote dolfijn uit de familie Delphinidae. Hij is de enige soort uit het geslacht Steno. Doordat deze soort voornamelijk in de diepzee jaagt, is er over het gedrag en verspreiding weinig bekend en voornamelijk gebaseerd op strandingen en enkele waarnemingen op volle zee.

## Beschrijving
De snaveldolfijn dankt zijn naam aan de opvallend lange snuit. De snaveldolfijn lijkt op een tuimelaar, maar heeft een veel langere snuit en een slanker voorhoofd. De kleur is donkergrijs, met een paarsige glans op de flanken en een witte buik. Aan de zij- en onderkant van de snuit is de snaveldolfijn wit tot wittig roze gekleurd. De snaveldolfijn heeft een slank lichaam en grote borstvinnen. De rugvin is hoog en sikkelvormig. 
De tanden van de snaveldolfijn zijn ruw, door verticale richels die over zijn tanden lopen. De functie hiervan is vooralsnog onduidelijk. Er lopen geregeld littekens over zijn flanken, waarschijnlijk het werk van koekjessnijderhaaien. Het dier wordt ongeveer 150 kilogram zwaar (mannetjes gemiddeld 140, vrouwtjes 120 kg). Het mannetje wordt 220 tot 260 centimeter, het vrouwtje 230 tot 240 centimeter lang. Bij de geboorte zijn de jongen 90 centimeter lang.

## Leefgebied en gedrag
De snaveldolfijn bewoont alle warmere wateren in de gematigde en tropische zeeën. In Europa wordt hij waargenomen langs de Iberische kust en in het Kanaal, een enkele keer ook in de Middellandse Zee. Hij jaagt in de diepzee, voorbij het continentaal plat, op vissen en inktvissen als octopus. De snaveldolfijn kan een maximale snelheid van ten minste 30 kilometer per uur halen.
Hij leeft in groepen van zo'n tien tot twintig dieren. Een enkele keer wordt een groep van meer dan honderd dieren waargenomen. Soms wordt de snaveldolfijn waargenomen in gemengde groepen met tuimelaars, langsnuitdolfijnen en gevlekte dolfijnen, en met tonijn.
Een enkele keer raakt de snaveldolfijn verstrikt in een tonijnennet, voornamelijk bij Japan, Sri Lanka en in het Caribisch Gebied. Door zijn verborgen leefwijze is de snaveldolfijn nooit een doelwit geweest van de walvisvaart.